# Меткин, Александр Михайлович (политик)
Александр Михайлович Меткин (род. 27 мая 1951, Москва, СССР) — российский журналист-международник, публицист, бизнесмен, политик. Секретарь первичного отделения Таманское № 1 Темрюкского местного отделения Краснодарского регионального отделения политической партии «Единая Россия».
Депутат Государственной думы VI и VII созывов (2013—2017).

## Биография
Родился 27 мая 1951 года в Москве.
В 1973 году окончил Московский государственный педагогический университет им. В. И. Ленина по специальности «история и обществознание», а затем в 1976 году окончил Институт стран Азии и Африки при МГУ им. М.В. Ломоносова по специальности «переводчик».
В 1976—1992 годах работал в Агентстве печати «Новости» (АПН), где был редактором, старшим редактором, редактором-консультантом, референтом главной редакции Ближнего и Среднего Востока, заведовал бюро АПН в Йемене.
В 1992—1995 годах был ведущим специалистом отдела науки, культуры и образования в аппарате правительства Российской Федерации.
В 1995—2000 годах работал на разных должностях в СП «Русская строительная группа» и ЗАО «Компания Император».
В 2000—2003 годах был директором Центра информационных технологий «Третье тысячелетие».
С 2003 по 2005 годы работал заместителем генерального директора транспортной компании ЗАО «Объединенная транспортно-экспедиторская компания» (ОТЭКО).
С 2005 по 2013 годы — генеральный директор ЗАО «Таманьнефтегаз».

### Политическая деятельность
2 декабря 2007 года участвовал в выборах депутатов Государственной думы РФ V-го созыва по списку партии «Справедливая Россия» от Краснодарского края, но в парламент не прошёл.
14 марта 2010 года избран депутатом совета муниципального образования Темрюкский район на непостоянной основе, выдвигался от политической партии «Единая Россия».
4 декабря 2011 года участвовал в выборах в Госдуму РФ VI-го созыва от партии «Единая Россия» (региональная группа: Краснодарский край), но в Думу по списку не попал.
А в марте 2013 года получил депутатский мандат однопартийца Василия Толстопятова, досрочно сложившего свои полномочия в Госдуме.
Работая в Госдуме принимал участие в разработке основополагающих документов регламентирующих отношения в сфере СМИ.
18 сентября 2016 года вновь избран депутатом Государственной думы РФ VII-го созыва по списку партии «Единая Россия», вошёл в комитет ГД по транспорту и строительству.
14 февраля 2017 года секретарь Генсовета «Единой России» Сергей Неверов сообщил, что Александр Меткин уходит из нижней палаты парламента РФ, поскольку намерен вернуться на прежнюю работу в Краснодарский край. 17 февраля 2017 года депутатские полномочия Меткина были прекращены досрочно по его собственному желанию.
Сам Меткин заявил, что возвращается на работу в АО «Объединенную транспортно-экспедиторскую компанию» (ОТЭКО).

## Семья
Женат, имеет двух дочерей, одна из которых — актриса Светлана Меткина, снялась в нескольких российских и голливудских фильмах.

## Публикации
Имеет ряд публикаций в газетах: «Известия», «Комсомольская правда», «Московские новости» и других, в том числе и в зарубежных периодических печатных изданиях.